# 加本亘
加本 亘（かもと わたる）は日本の弁護士、国際弁護士（ニューヨーク州弁護士）。専門はM&A。

## 来歴
1996年司法試験に合格。2000年4月に弁護士登録を行い（52期）、Freshfields Bruckhaus Deringer（法律事務所）の東京オフィスでアソシエイトとして勤務開始。弁護士としての専門はM&A。2004年に米国に留学し、ニューヨーク大学（NYU）にて国際租税を学ぶ。2006年に帰国後、Allen＆Overy（法律事務所）の東京オフィスにシニア・アソシエイトとして移籍。2012年に日比谷中田法律事務所にパートナーとして参画。2015年にHogan Lovells（法律事務所）のパートナーに就任。外資系法律事務所のパートナーとして国際的なM&Aを手がける。代表的な著書は「国際タックスプランニングの実務」（中央経済社）、「弁護士のための租税法」（千倉書房、共著）。

## 略歴
- 1991年3月：私立駒場東邦高等学校を卒業[4]。
- 1996年3月：東京大学法学部を卒業。
- 2000年4月：弁護士登録（第二東京弁護士会）。
- 2004年～2006年：ニューヨーク大学（NYU）に留学。
- 2006年１月：ニューヨーク州弁護士登録。
- 2014年：第二東京弁護士会常議員[1]。
- 2018年～：第二東京弁護士会綱紀委員会[1]。